# Physocephala lugens
Physocephala lugens är en tvåvingeart som beskrevs av Snellen van Vollenhoven 1863. Physocephala lugens ingår i släktet Physocephala och familjen stekelflugor. Inga underarter finns listade i Catalogue of Life.